# Teofilo (metropolita della Lituania)
Teofilo (... – 1330) è stato metropolita ortodosso della Lituania dall'agosto del 1317 al 1330.

## Biografia
Si ritiene che Teofilo fosse un religioso di etnia rus'. Come si desume dalle firme compiute in quelle occasioni, Teofilo partecipò ai sinodi di Costantinopoli tenutisi nell'agosto del 1317, nel gennaio del 1327 e nell'aprile del 1329. Nell'atto del 1329, in cui viene indicato in greco con il nome di θεοφίλου (Teofilu), si riferisce che le diocesi di Polock e Turov erano subordinate a lui. Una volta nominato metropolita, Teofilo legittimò la posizione di Gediminas come granduca di Lituania e presenziò l'unione matrimoniale di vari figli del sovrano baltico, tra cui Liubartas, Maria e Aldona. Per via della sua vicinanza a Gediminas, Teofilo viene ritenuto un suo «strumento politico».
Sotto il metropolita Teofilo, nel 1328, nel corso di un concilio a cui parteciparono i vescovi Marco di Peremyšl, Teodosio di Luc'k, Gregorio di Holm e Stefano di Turov, è noto che un certo Atanasio fu nominato vescovo di Volodymyr e Teodoro di Galizia.
Dopo la morte del metropolita Teofilo, nel 1330 circa, i suoi beni personali passarono in mano a Teognoste. Quest'ultimo, dopo aver ricevuto il titolo di "metropolita di Kiev ed esarca di tutta la Rus'", ricucì la divisione precedentemente sussistente tra la metropolia della Lituania e quella che si estendeva ne territorio della Moscovia. La provincia ecclesiastica sarebbe rimasta unita fino al 1352. Lo studioso Meyendorf ha affermato: «Il legame di Bisanzio con l'Orda d'Oro aiuta a capire perché nel XIV secolo il patriarca di Costantinopoli cercò di preservare in Russia un'unica provincia ecclesiastica e un solo metropolita, la cui sede doveva trovarsi nei territori soggetti ai Tartari, piuttosto che in Lituania [...] In virtù di queste condizioni, bisogna segnalare la diffidenza bizantina verso i tentativi dei principi lituani di rompere lo status quo e l'integrità delle province ecclesiastiche».